# إلتون (لاعب كرة قدم مواليد 1985)
إلتون هو لاعب كرة قدم برازيلي في مركز الهجوم، ولد في 9 مايو 1985 في كامبيناس في البرازيل. لعب مع بوغون شتشين وسلافيا صوفيا ونادي اتلتيكو سوروكابا.